# دين سورنسن
دين سورنسن (بالإنجليزية: Dane Sorensen)‏ هو لاعب دوري الرغبي نيوزيلندي، ولد في 4 أكتوبر 1955 في أوكلاند في نيوزيلندا.